# 下垂体機能低下症
下垂体機能低下症（かすいたいきのうていかしょう）は下垂体前葉ホルモンであるACTH、TSH、GH、LH、FSH、プロラクチンの一つ以上の分泌が低下した状態である。下垂体後葉はADH、OTを分泌し、これの異常は中枢性尿崩症と呼ばれる。

## 診断・症状
ACTH (副腎皮質刺激ホルモン)、TSH (甲状腺刺激ホルモン)、GH (成長ホルモン)、LH (黄体形成ホルモン)、FSH (卵胞刺激ホルモン)、プロラクチンを血液検査で測定する。これらのホルモン値の分泌異常は副腎皮質ホルモン、甲状腺ホルモン、IGF-I、性ホルモンの分泌異常につながるため、これらのホルモン値も測定する。下垂体からの全てのホルモンが分泌異常のものを汎下垂体機能低下症、複数のホルモンが分泌異常のものを部分型下垂体機能低下症、単一のホルモンの欠損を単独欠損症と呼ぶ。ACTHのみの欠損をACTH不応症と呼ぶ。